# Fatima Salahi
Fatima Salahi (en arabe : فاطمة صلاحي) est une athlète marocaine.

## Biographie
Fatima Salahi remporte la médaille de bronze du relais 4 x 400 mètres aux championnats d'Afrique d'athlétisme 1982 au Caire et du relais 4 x 100 mètres aux Jeux méditerranéens de 1983 à Casablanca. 
Elle est également championne du Maroc du 100 mètres en 1982 et du 400 mètres en 1982 et 1983.

### Palmarès
| Date | Compétition            | Lieu       | Résultat | Épreuve   | Performance  |
| ---- | ---------------------- | ---------- | -------- | --------- | ------------ |
| 1982 | Championnats d'Afrique | Le Caire   | 3e       | 4 x 400 m | 3 min 47 s 4 |
| 1983 | Jeux méditerranéens    | Casablanca | 3e       | 4 x 100 m | 46 s 69      |